# Jodie Sweetin
Jodie Sweetin (ur. 19 stycznia 1982 w Los Angeles) – amerykańska aktorka, znana najbardziej z roli Stephanie Tanner w serialu Pełna chata oraz jego kontynuacji: Pełniejsza chata (Fuller House).
Po zakończeniu zdjęć do Pełnej chaty zagrała epizodyczne role w Ich pięcioro, Brotherly Love, Tak, kochanie.